# آذربایجان گادینی
آذربایجان گادینی (به ترکی آذربایجانی: Azərbaycan qadını) به معنای «زن آذربایجانی»، یک مجله زنان آذربایجانی است. این کتاب که در ۱۹۲۳ تأسیس شد، تا ۱۹۳۸ «شرق قدینی» («زن شرق») نام داشت و هنوز در باکو منتشر می‌شود. این اولین مجله زنان در آذربایجان است.